# Discografia di James Morrison
Questa pagina contiene la discografia di James Morrison, che al 2019 è composta da cinque album in studio, tre di inediti, due EP e diciannove singoli. Le pubblicazioni del cantautore sono state pubblicate dall'etichetta discografica Polydor.

## Album in studio
| Anno | Album                                                                         | Posizione massima | Posizione massima | Posizione massima | Posizione massima | Posizione massima | Posizione massima | Posizione massima | Posizione massima | Posizione massima | Posizione massima | Posizione massima |
| Anno | Album                                                                         | UWC               | UK                | US                | AUS               | NL                | NZ                | NO                | DK                | IR                | GER               | ITA               |
| ---- | ----------------------------------------------------------------------------- | ----------------- | ----------------- | ----------------- | ----------------- | ----------------- | ----------------- | ----------------- | ----------------- | ----------------- | ----------------- | ----------------- |
| 2006 | Undiscovered - Pubblicazione: 31 luglio 2006 - Formato: CD                    | 12                | 1                 | 24                | 16                | 4                 | 4                 | 14                | 6                 | 12                | 12                | 16                |
| 2008 | Songs for You, Truths for Me - Pubblicazione: 29 settembre 2008 - Formato: CD | 16                | 3                 | 49                | 21                | 11                | 19                | —                 | 17                | 1                 | 25                | 33                |
| 2011 | The Awakening - Pubblicazione: 26 settembre 2011                              | —                 | 1                 | —                 | —                 | 7                 | 29                | 23                | 17                | 2                 | —                 | 13                |
| 2015 | Higher Than Here - Pubblicazione: 30 ottobre 2015                             | —                 | 7                 | —                 | 33                | —                 | —                 | —                 | —                 | 45                | 22                | 48                |
| 2019 | You're Stronger Than You Know - Pubblicazione: 8 marzo 2019                   | —                 | —                 | —                 | —                 | —                 | —                 | —                 | —                 | —                 | —                 | —                 |

## Extended play
- 2009 – Live from Air Studios, London
- 2011 – iTunes Festival: London 2011

## Singoli
| Anno | Singolo                              | Posizione massima | Posizione massima | Posizione massima | Posizione massima | Posizione massima | Posizione massima | Posizione massima | Album                         |
| Anno | Singolo                              | UWC               | UK                | AUS               | ITA               | NL                | NZ                | EUR               | Album                         |
| ---- | ------------------------------------ | ----------------- | ----------------- | ----------------- | ----------------- | ----------------- | ----------------- | ----------------- | ----------------------------- |
| 2006 | You Give Me Something                | 15                | 5                 | 7                 | 13                | 2                 | 1                 | 21                | Undiscovered                  |
| 2006 | Wonderful World                      | —                 | 8                 | —                 | —                 | 8                 | 16                | 39                | Undiscovered                  |
| 2006 | The Pieces Don't Fit Anymore         | —                 | 30                | —                 | —                 | 30                | —                 | —                 | Undiscovered                  |
| 2007 | Undiscovered                         | —                 | 63                | —                 | —                 | 30                | —                 | —                 | Undiscovered                  |
| 2007 | One Last Chance                      | —                 | —                 | —                 | —                 | —                 | —                 | —                 | Undiscovered                  |
| 2008 | You Make It Real                     | —                 | 7                 | —                 | —                 | 18                | —                 | —                 | Songs for You, Truths for Me  |
| 2008 | Nothing Ever Hurt Like You           | —                 | —                 | —                 | —                 | 9                 | —                 | —                 | Songs for You, Truths for Me  |
| 2008 | Broken Strings (feat. Nelly Furtado) | 15                | 2                 | —                 | 4                 | 5                 | 10                | 1                 | Songs for You, Truths for Me  |
| 2009 | Please Don't Stop the Rain           | —                 | 33                | —                 | 41                | 20                | —                 | —                 | Songs for You, Truths for Me  |
| 2009 | Get to You                           | —                 | —                 | —                 | —                 | —                 | —                 | —                 | Songs for You, Truths for Me  |
| 2011 | I Won't Let You Go                   | —                 | 5                 | 14                | 4                 | —                 | —                 | —                 | The Awakening                 |
| 2011 | Up (feat. Jessie J)                  | —                 | 95                | —                 | 87                | —                 | —                 | —                 | The Awakening                 |
| 2012 | Slave to the Music                   | —                 | —                 | —                 | —                 | —                 | —                 | —                 | The Awakening                 |
| 2012 | One Life                             | —                 | —                 | —                 | —                 | —                 | —                 | —                 | The Awakening                 |
| 2012 | Beautiful Life                       | —                 | —                 | —                 | —                 | —                 | —                 | —                 | The Awakening                 |
| 2015 | Demons                               | —                 | —                 | —                 | —                 | —                 | —                 | —                 | Higher Than Here              |
| 2015 | Stay Like This                       | —                 | —                 | —                 | —                 | —                 | —                 | —                 | Higher Than Here              |
| 2016 | I Need You Tonight                   | —                 | —                 | —                 | —                 | —                 | —                 | —                 | Higher Than Here              |
| 2019 | My Love Goes On (feat. Joss Stone)   | —                 | —                 | —                 | —                 | —                 | —                 | —                 | You're Stronger Than You Know |
| 2021 | Don't Mess with Love                 | —                 | —                 | —                 | —                 | —                 | —                 | —                 |                               |